# Castellbell i el Vilar
Castellbell i el Vilar è un comune spagnolo di 2 913 abitanti situato nella comunità autonoma della Catalogna.